# Rèquiem per un camperol
Rèquiem per un camperol és una pel·lícula espanyola dirigida el 1985 per Francesc Betriu basada en l'obra Réquiem por un campesino español de Ramón J. Sender. Ha estat doblada al català i emesa per TV3 el 21 d'octubre de 1987.

## Argument
Mentre espera que arribin els parents i amics d'un jove camperol del poble, Paco el del Molí, per tal de celebrar una missa de rèquiem, mossèn Millan recorda la història d'aquest noi des del seu naixement fins a la seva mort, al començament de la guerra civil espanyola per uns membres de Falange Española forasters amb la col·laboració activa dels tres cacics del poble, i la participació passiva del propi mossèn, que no va fer res per impedir-ho.

## Repartiment
- Antonio Ferrandis - mossèn Millán
- Antonio Banderas - Paco el del Molí
- Fernando Fernán Gómez - Don Valeriano
- Terele Pávez - Jerónima
- Simó Andreu Trobat - Don Cástulo
- Emilio Gutiérrez Caba - el centurió
- Francisco Algora - el sabater
- María Luisa San José - mare de Paco
- Antonio Iranzo - pare de Paco
- Eduardo Calvo - Don Gumersindo
- Conrado San Martín - bisbe
- José Antonio Labordeta - pregoner

## Premis
El jove Antonio Banderas va ser premiat amb el Fotogramas de Plata 1985 al millor actor de cinema per aquest treball i d'altres. La pel·lícula també va participar en la secció oficial de la 42a Mostra Internacional de Cinema de Venècia.